# ヒルカラナンデス

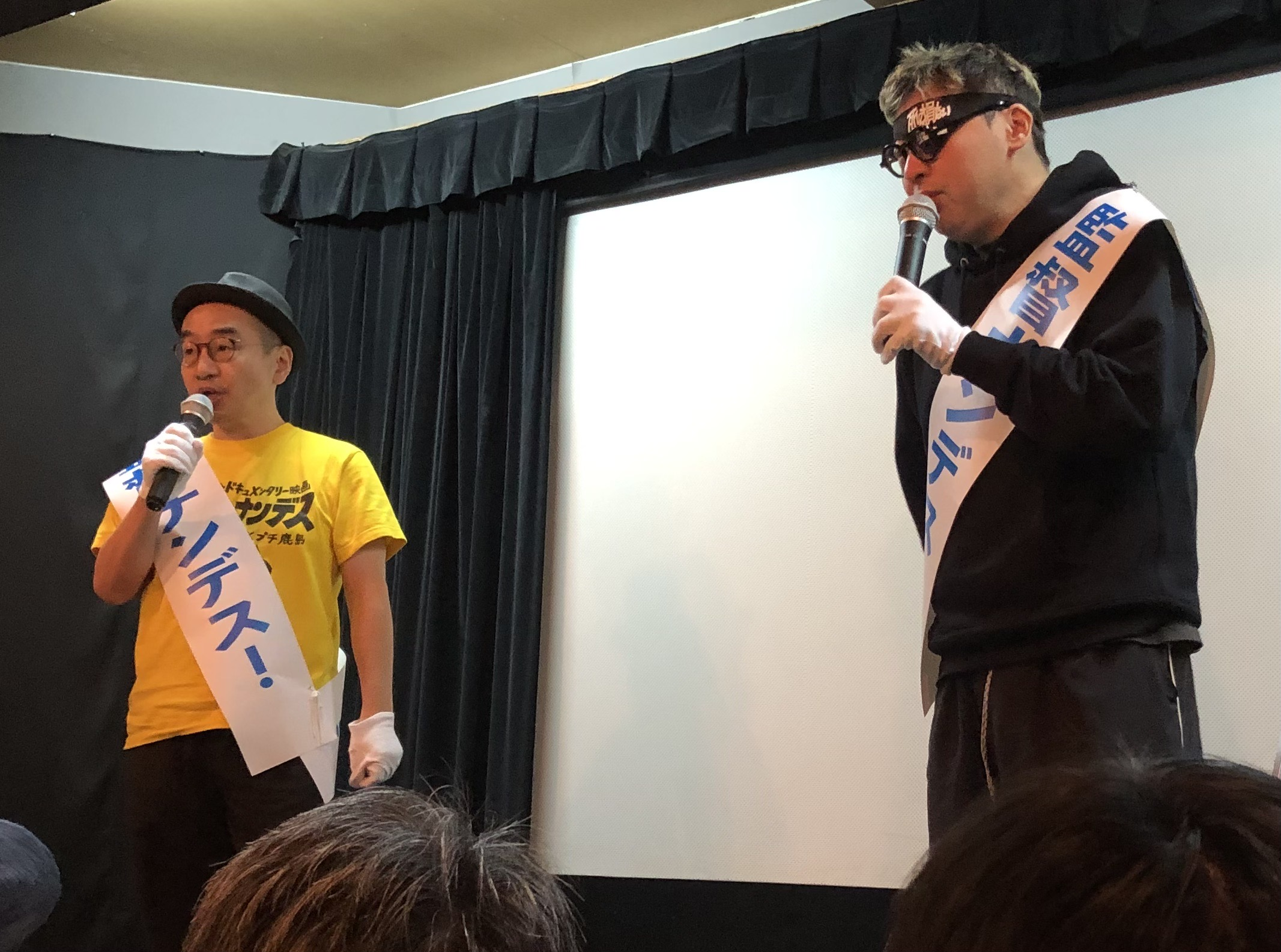
プチ鹿島とダースレイダー。「監督ナンデス！」と書かれたたすきをかけている。2023年3月19日撮影。

『ヒルカラナンデス』は、ダースレイダーとプチ鹿島がYoutubeで配信している生トーク番組。第1回は2020年4月17日。毎週金曜日に配信されている。

## 沿革

### 2020年
2020年3月16日に渋谷ロフト9で開催予定だった能町みね子主催のトークイベントが、新型コロナウイルスの急速な感染拡大により中止に追い込まれた。能町は当時まだ確立されていなかった「無観客配信」に挑戦しようと考えた。もともとの内容は高輪ゲートウェイ駅のネーミングに関するものだったが、能町はプチ鹿島を対談相手とするイベント企画をロフトに提案した。ロフト担当者はそれに加えてダースレイダーとの鼎談のアイデアを出した。ダースレイダーと鹿島は2016年にABEMA『NEWS RAP JAPAN』で共演しており、それ以来の仲だった。3月16日に「能町×ダース×鹿島の無観客時事トーク！」が配信された。
イベントのすぐあと、ダースレイダーは自身のラジオ番組にゲストとして鹿島を呼ぶが、それもコロナ禍の影響で中止となった。4月7日に政府は初めての緊急事態宣言を発出した。「ヒルカラナンデス」が始まったきっかけを二人は次のように説明している。
同年4月17日、第1回がダースレイダー自身のYouTubeチャンネル「DARTHREIDER」から配信される。配信時は番組名が決まっておらず、番組内で「まっ昼ま王子」等、別の名称も検討されたが暫定的に「ヒルカラナンデス（仮）」となった。感染症対策のため、前方にダースレイダー、後方にプチ鹿島が座るという立ち位置となっている。このスタイルは現在まで続いている。
同年6月16日、スピンオフ特別企画として第1回の有料トークイベント「ヨルカラナンデス」が渋谷ロフト9から配信された。最初のゲストは青木理だった。
同年8月25日、第2回の「ヨルカラナンデス」が渋谷ロフト9で開催。ゲストは、この年の『週刊文春』に、森友学園を巡る公文書改竄問題で自殺した赤木俊夫の手記全文を掲載した総計15ページの特集記事と、「赤木ファイル」の存在を詳細に報じた記事を続けて寄稿した（3月26日号、4月2日号）相澤冬樹だった。相澤はZoomでの参加だったが、冒頭から泥酔状態で現れた。二人は「怒りと悲しみに震えながらも」即座にチケット販売を停止し、そのまま二人で4時間話し続けた。相澤は後日、謝罪し、二人とロフトプロジェクトが被った損失を全額補填した。

### 2021年
2021年6月15日、「ヒルカラナンデス」出張版として、映画『なぜ君は総理大臣になれないのか』を同時再生で観賞しながらのZoomトーク配信を行った。ゲストは映画を監督した大島新。
同年10月の衆議院議員選挙に際しては、二人は高松市に向かい、投開票日を挟んだ10月30日、31日、11月1日の3日間、現地から有料イベント「香川1区ナンデス」を配信した。映画『香川1区』の撮影のため同じく高松入りしていた大島新、小川淳也陣営でお手伝いをしていた和田靜香らがゲスト出演した。

### 2022年
2022年7月の参議院議員選挙に際しては、日本維新の会が盤石の強さを誇る大阪府選挙区の取材のため、2度、大阪入りした。安倍晋三元首相が銃撃された7月8日、梅田駅の近くのホテルの部屋から「ヒルカラナンデス」を配信。そして7月9日、10日、11日の3日間、有料イベント「参院選ナンデス」を開催した。9日、10日は現地から、11日は畠山理仁をゲストに迎え、阿佐ヶ谷ロフトAから配信した。
同年8月24日、沖縄県知事選挙（同月25日告示）の取材のため沖縄入りし、26日は那覇市から「ヒルカラナンデス」を配信した。9月8日に再び沖縄に入ると「沖縄タイムス」が二人の活動に注目。同月10日付の朝刊に「『沖縄知事選は国政選挙』 その真意は？ ラッパーと芸人、度肝を抜かれた集会の盛り上がり」と題した記事が掲載された。10日、11日、12日の3日間、有料イベント「沖縄ナンデス」を開催。12日は畠山理仁、津田大介をゲストに迎え、沖縄Outputから配信した。

### 2023年
2023年2月18日、ダースレイダーとプチ鹿島が監督・主演したドキュメンタリー映画『劇場版 センキョナンデス』が公開される。2021年衆院選、2022年参院選の取材映像と「ヒルカラナンデス」の配信映像を中心に構成されており
、2月24日から二人は "全国舞台挨拶漫遊" を開始した。
同年6月24日、『劇場版 センキョナンデス』の初配信記念イベントが渋谷のLOFT9で開催され、トークショーにはダースと鹿島のほか、大島新、前田亜紀、三輪記子が出演。選挙ロードムービーの第二弾『シン・ちむどんどん』を同年8月11日に那覇市の桜坂劇場で緊急公開することが発表された。

## 配信
| 配信日時   | 毎週金曜日の正午。 配信後、アーカイブも視聴可能。休止や時間変更もある。         |
| 場所       | ダースレイダーの自宅の屋根裏部屋、娘の部屋。 取材先のホテルの部屋のこともある。 |
| チャンネル | DARTHREIDER                                                                     |

## 特徴・エピソード
- 配信開始時の映像や音声レベルのチェックはチャット欄で閲覧者とのコール＆レスポンスで行われる。番組開始当初の音声レベル確認用の掛け声は「オトキタ」だったが、「ノブテル」や「ハギュハギュ」など、回を重ねるたびに変化している。
- 本番組の熱心な視聴者のことを「ヒルマニア」と呼ぶ。番組視聴開始時期により、オトキタ世代・ノブテル世代・バギュハギュ世代と呼ばれる場合がある。
- 「ヒルマニア」の一人に弁護士の三輪記子がいる。三輪は第1回からほぼ毎週欠かさず聴いていると言い[25]、ドキュメンタリー映画『劇場版 センキョナンデス』（2023年）ではスポンサーとしてエンドタイトルにクレジットされている。2023年6月24日にLOFT9で開催された『劇場版 センキョナンデス』の初配信記念イベント出演した際、いわゆる「三輪メモ」を公開した[23]。
- 2022年7月1日に行われた第108回配信で初めて高性能ワイヤレス・マイクが導入され[26]、音質が劇的に向上した。このワイヤレス・マイクの購入には第100回配信時の投げ銭が原資となっている。
- 時折、ダースの飼い猫が見切れて登場する。
- 番組タイトルの末にサブタイトル的に、時事性がある漢字１文字［例：（解）］が添えられることが慣例となっている。